# Rock en tu Idioma Sinfónico vol. II
Rock en tu idioma Sinfónico vol II es el segundo álbum del proyecto musical Rock en tu idioma Sinfónico, creado y encabezado por Sabo Romo. Fue grabado el 6 de septiembre de 2017 en el Auditorio Nacional ante casi 10.000 personas. 

## Información del álbum
En el concierto participaron la "Camerata Metropolitana" bajo la dirección de Felipe Pérez Santiago, acompañados del coro "Euterpe", mismos que estuvieron presentes en la grabación del primer álbum. 
El recital inició con la presentación de algunos temas incluidos en la primera grabación. Los temas iniciales fueron «Mátenme porque me muero», «Beber de tu sangre», «Marielito», «Juegos de amor», «El diablo» y «El final», interpretados por los mismos cantantes del primer concierto.

## Lista de canciones[2]
| N.º | Título                      | Intérprete(s) / Grupo del artista          | Duración |  |
| 1.  | «La ruta del tentempié»     | Sabo Romo de Caifanes                      |          |  |
| 2.  | «Solo por hoy»              | Ugo Rodríguez de Azul Violeta              |          |  |
| 3.  | «Corazón de neón»           | Javier Gurruchaga de La Orquesta Mondragón |          |  |
| 4.  | «Alarmala de tos»           | Sergio Arau de Botellita de Jerez          |          |  |
| 5.  | «El esqueleto»              | Víctimas del Doctor Cerebro                |          |  |
| 6.  | «Carretera»                 | Cecilia Toussaint                          |          |  |
| 7.  | «Paquita disco»             | Lino Nava y Héctor Quijada de La Lupita    |          |  |
| 8.  | «Bolero falaz»              | Aterciopelados                             |          |  |
| 9.  | «El son del dolor»          | José Fors de Cuca                          |          |  |
| 10. | «Ni tú ni nadie»            | María Barracuda                            |          |  |
| 11. | «Dormir soñando»            | El Gran Silencio                           |          |  |
| 12. | «El rock no tiene la culpa» | Todos                                      |          |  |